# Manzanita (Oregón)
Manzanita es una ciudad ubicada en el condado de Tillamook en el estado estadounidense de Oregón. En el año 2007 tenía una población de 564 habitantes y una densidad poblacional de 294 personas por km².

## Geografía
Manzanita se encuentra ubicada en las coordenadas 45°43′9″N 123°56′9″O / 45.71917, -123.93583.

## Demografía
Según la Oficina del Censo en 2000 los ingresos medios por hogar en la localidad eran de $38,750 y los ingresos medios por familia eran $43,958. Los hombres tenían unos ingresos medios de $30,000 frente a los $25,833 para las mujeres. La renta per cápita para la localidad era de $26,428. Alrededor del 7.2% de la población estaban por debajo del umbral de pobreza.